# Gotlands norra härad

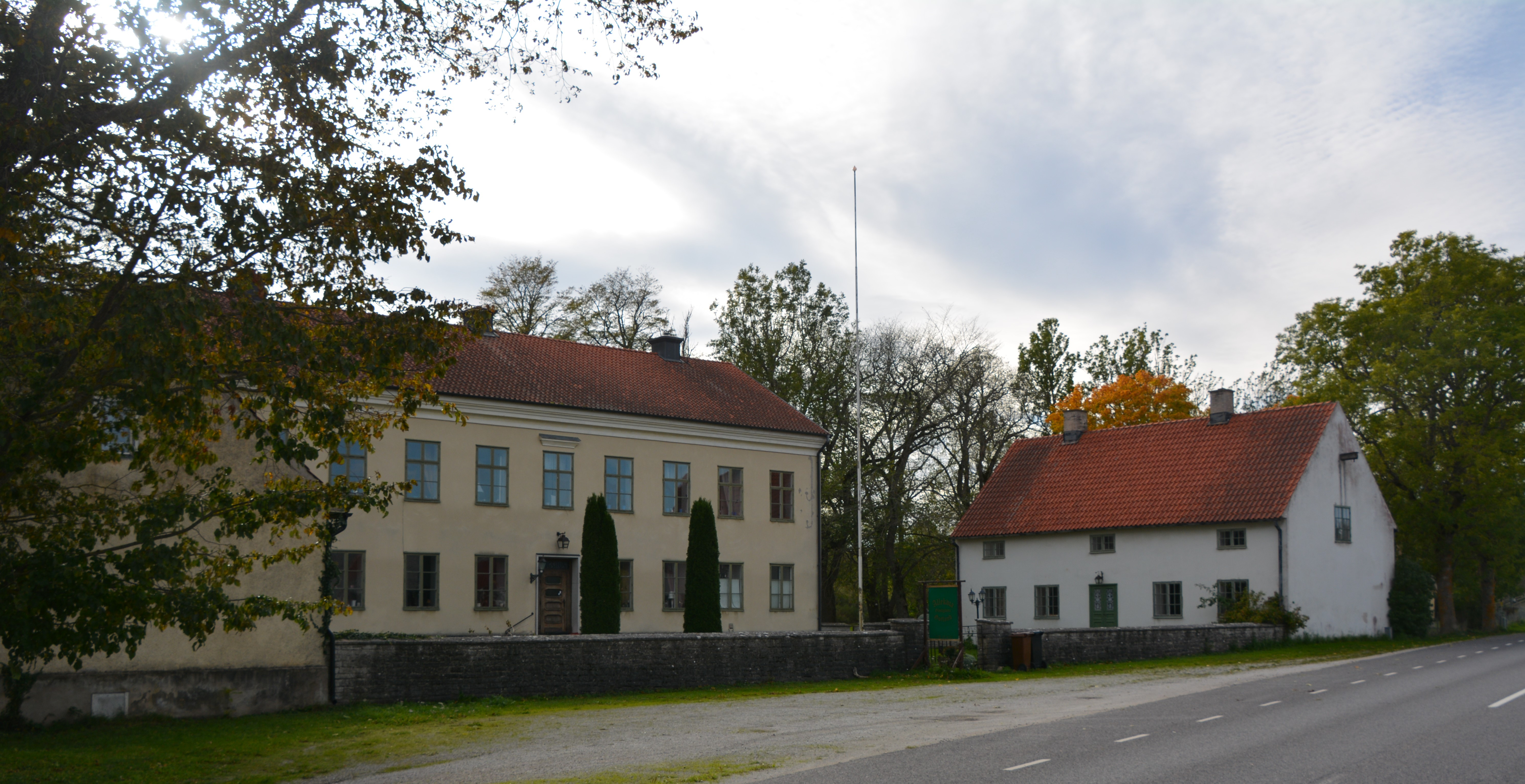
Tingshuset i Allekvia

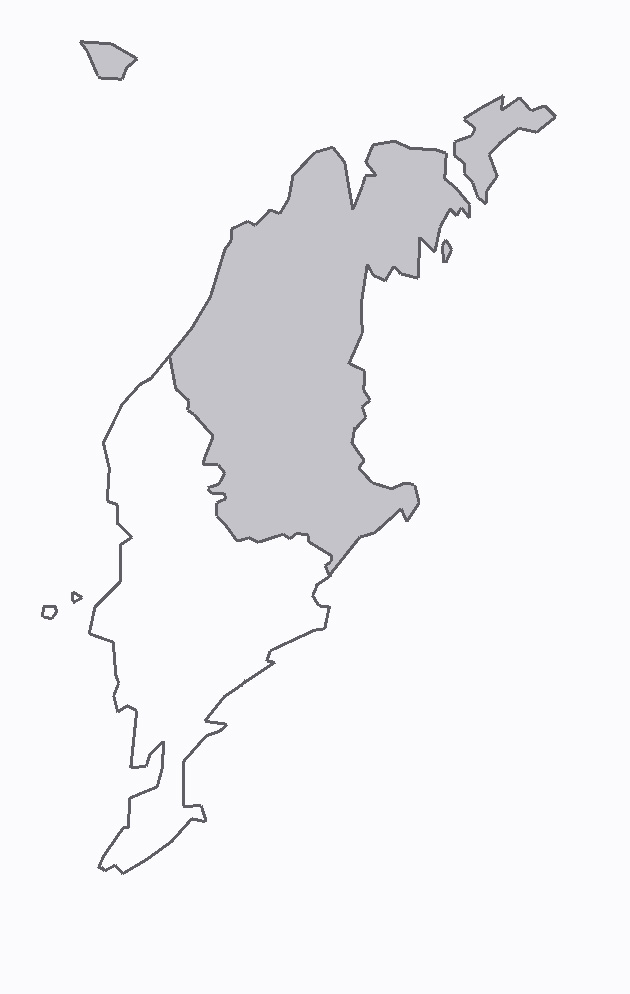
Gotlands norra härad

Gotlands norra härad var ett härad i Gotlands län. Häradsområdet ligger i dag helt inom Gotlands kommun. Häradets areal var 1 778 kvadratkilometer varav 1 744 land. Tingsplats var till 1962 Allekvia i Endre socken, och därefter Visby.

## Indelningar

### Socknar i häradet och indelningar före 1681
Historiskt indelades Gotland judiciellt i tre tredingar och sex settingar och ett antal ting. Tredingarna (norra, mellersta och södra) upphörde tidigt att fungera som domsagor, settingarna upphörde 1645 men ersattes av de två domsagorna/häraderna först 1681. 
Rute Setting, Nordertredingen (Norder Tridiung)
- Rute ting: Fårö, Bunge, Rute och Fleringe socknar. (1653 del av Lärbro och Hellvi socknar)[2]
- Forsa ting: Boge, Hall, Hangvar, Hellvi, Lärbro och Othem socknar. (1653 del av Tingstäde och Stenkyrka socknar)[2]

Bro Setting, Nordertredingen (Norder Tridiung)
- Bäls ting (räknades 1653 till Rute setting): Bäl, Hejnum, Källunge och Vallstena socknar. (1653 del av Tingstäde socken, Fole socken, Bara socken och Boge socken)
- Lummelunda ting: Lummelunda, Martebo, Stenkyrka och Tingstäde socknar. (1653 del av Väskinde socken) [2]
- Bro ting: Bro, Fole, Lokrume och Väskinde socknar.
- Endre ting (Allekvia): Barlingbo, Ekeby, Endre och Hejdeby socknar. (1653 del av Fole socken, Follingbo socken, Väskinde socken samt Visby omland)[2]
- Dede ting: Akebäck, Björke, Follingbo och Roma socknar. (1653 del av Barlingbo socken)[2]

Kräklinge Setting, Medeltredingen (Midal Tridiung)
- Halla ting: Buttle, Dalhem, Ganthem, Guldrupe, Halla, Sjonhem, Viklau och Vänge socknar.
- Lina ting: Gothem, Hörsne, Bara (dessa båda sammangick 1884 i Hörsne med Bara socken) och Norrlanda socknar. (1653 del av Anga socken och Vallstena socken)[2]
- Kräklinge ting: Ala, Anga, Ardre, Gammalgarn, Kräklingbo och Östergarn socknar. (1653 även Buttle socken)[2]

samt mellan 1822 och 1936 Visby socken.

### Indelningar från 1681
Gotlands norra härad bildades år 1681 och omfattade 47 socknar. Socknarna i häradet hörde mellan 1720 och 1967 till Norra fögderiet och mellan 1967 och 1991 till Visby fögderi.
Häradets socknar tillhörde följande domsagor, tingslag och tingsrätter:
- 1681–1947 Gotlands norra tingslag (före omkring 1870 användes även de äldre tingsindelningarna enligt ovan) i
  - 1681–1942 Gotlands norra domsaga
  - 1943–1947 Gotlands domsaga
- 1948–1970 Gotlands domsagas tingslag i Gotlands domsaga

- 1971– Gotlands tingsrätt och dess domsaga

Visby stad hade egen jurisdiktion, rådhusrätt, till 1962 då den lades in under Gotlands domsagas tingslag.